# Berezivka
Berezivka (în ucraineană Березівка, în germană Alexanderfeld, în română Berezovca) este orașul reședință al raionului Berezivka din regiunea Odesa, Ucraina. Orașul a fost locuit de germanii pontici.  

## Demografie
Componența lingvistică a localității Berezivka
     Ucraineană (92,72%)
     Rusă (4,89%)
     Alte limbi (2,39%)
Conform recensământului din 2001, majoritatea populației localității Berezivka era vorbitoare de ucraineană (92,72%), existând în minoritate și vorbitori de rusă (4,89%).

## Istoric
Imperiul Rus 1802–1917

 RSS Ucraineană 1920–1922

 Uniunea Sovietică 1922–1941

 Regatul României (Transnistria) 1941–1944

 Uniunea Sovietică 1944–1991

 Ucraina 1991–prezent 